# Anafi
Anafi (gr. Ανάφη) – grecka wyspa na Morzu Egejskim, należy do archipelagu Cyklad. Populacja wyspy wynosi 273 mieszkańców natomiast powierzchnia 40,4 km². Anafi leży na wschód od innej wyspy Santorini.
Leży w administracji zdecentralizowanej Wyspy Egejskie, w regionie Wyspy Egejskie Południowe, w jednostce regionalnej Thira, w gminie Anafi. 

## Geografia
Anafi jest dość górzystą wyspą z licznymi wzgórzami oraz pagórkami. Oprócz tego na wyspie znajdują się swie popularne wśród turystów plaże: Klisidi oraz Raukounas. Na wschodnim krańcu wyspy znajduje się największa śródziemnomorska góra: Kalomos wznosi się na 584 m n.p.m. Wyspa przeszła trzęsienie ziemi w 1950 roku, po którym musiał zostać odbudowany m.in. kościół i wiele domów. Na wyspę można się dostać tylko za pomocą łodzi, od kiedy dodano kilka dodatkowych połączeń w trakcie kursu na wyspę czas podróży wzrósł do około 19 godzin.

## Historia
Pochodzenie oraz nazewnictwo wyspy ma pochodzenie z mitologii greckiej. Jeden z nich mówi, że wyspa wyłoniła się z morza i uratowała argonautów przed sztormem. Inny mit miał twierdzić, że na wyspie nie występowały żadne węże, stąd nazwa An Ofisi (brak węży). Wyspą interesują się także archeolodzy ze względu na ruiny świątyni Appolona. Eksponaty z tych i innych wykopalisk na wyspie znajdują się w lokalnym Muzeum Archeologicznym.